# Experza-Footlogix
El Experza-Footlogix (Código UCI: EXP) es un equipo ciclista femenino de Bélgica de categoría amateur. El equipo participa en carreras de ciclocrós en competencias nacionales.

## Material ciclista
El equipo utiliza bicicletas Specialized y componentes SRAM.

## Clasificaciones UCI
Las clasificaciones del equipo y de su ciclista más destacado son las siguientes:
| Temporada | Clasificación por equipos | Mejor corredor   | Posición |
| 2016      | 22.º                      | Ann-Sophie Duyck | 37.º     |
| 2017      | 34.º                      | Ann-Sophie Duyck | 37.º     |

## Palmarés
Para años anteriores véase: Palmarés del Experza-Footlogix.

### Palmarés 2018

#### UCI WorldTour 2018
| Fechas | Carreras | Ganadora |
|        |          |          |

#### Calendario UCI Femenino 2018
| Fechas       | Carreras                                               | Ganadora           |
| 6 de julio   | 2.ª etapa del Tour de Feminin-O cenu Českého Švýcarska | Agnieszka Skalniak |
| 18 de agosto | Flanders Ladies Classic-Sofie De Vuyst                 | Séverine Eraud     |

#### Campeonatos nacionales
| Fechas     | Carreras                      | Ganadora     |
| 1 de julio | Campeonato de Austria en Ruta | Sarah Rijkes |

## Plantillas
Para años anteriores, véase Plantillas del Experza-Footlogix

### Plantilla 2018
| Integrantes del equipo 2018 | Integrantes del equipo 2018 | Integrantes del equipo 2018               | Integrantes del equipo 2018 |
| Corredor                    | Fecha de nacimiento         | Equipo previo                             |                             |
| --------------------------- | --------------------------- | ----------------------------------------- | --------------------------- |
| Nathalie Bex                | 12 de abril de 1998         |                                           |                             |
| Manon Bakker                | 15 de julio de 1999         |                                           |                             |
| Gilke Croket                | 1 de noviembre de 1992      |                                           |                             |
| Thalita De Jong             | 6 de noviembre de 1993      | Lares-Waowdeals Women (2017)              |                             |
| Jessy Druyts                | 22 de enero de 1994         |                                           |                             |
| Lenny Druyts                | 18 de mayo de 1997          |                                           |                             |
| Axelle Dubau-Prévot         | 31 de julio de 1996         | Bizkaia-Durango (2017)                    |                             |
| Séverine Eraud              | 24 de febrero de 1995       | FDJ-Nouvelle Aquitaine-Futuroscope (2017) |                             |
| Trine Holmsgaard            | 4 de septiembre de 1997     | ARC Ulysses (2017)                        |                             |
| Sara Mustonen               | 8 de febrero de 1981        | Virtu Cycling Women (2017)                |                             |
| Sarah Rijkes                | 2 de abril de 1991          | Lares-Waowdeals Women (2017)              |                             |
| Lotte Rotman                | 19 de junio de 1999         |                                           |                             |
| Agnieszka Skalniak          | 22 de abril de 1997         | Astana Women's Team (2017)                |                             |
| Susanna Zorzi               | 13 de marzo de 1992         | Drops (2017)                              |                             |
|                             |                             |                                           |                             |
| Fuente: UCI                 |                             |                                           |                             |